# Кубок ярмарків 1960—1961
Третій Кубок ярмарків між містами відбувся між 1960 і 1961 роками й був виграний італійською «Ромою». «Бірмінгем Сіті» знову вийшов у фінал, але знову програв у двох матчах, цього разу «Ромі». В черговий раз ряд країн послали представницьку команду одного з головних своїх міст.

## Перший раунд
| Команда 1           | Заг. | Команда 2       | 1-й матч | 2-й матч |
| ------------------- | ---- | --------------- | -------- | -------- |
| «Інтернаціонале»    | 14–3 | «Ганновер 96»   | 8–2      | 6–1      |
| Лейпциг XI          | 6–8  | Белград XI      | 5–2      | 1–4      |
| «КБ»                | 11–4 | Базель XI       | 8–1      | 3–3      |
| «Бірмінгем Сіті»    | 5–3  | «Уйпешт Дожа»   | 3–2      | 2–1      |
| Загреб XI           | 4–5  | «Барселона»     | 1945     | 1–1      |
| «Гіберніан»         | +/–  | «Лозанна-Спорт» | –        | –        |
| «Ліон»              | 3–4  | Кельн XI        | 1–3      | 2–1      |
| «Юніон Сент-Жилуаз» | 1–4  | «Рома»          | 0–0      | 1–4      |

### Перший матч
| 13 вересня 1960 |

| «Інтернаціонале»                                                                          | 8–2 | Ганновер 96          |
| ----------------------------------------------------------------------------------------- | --- | -------------------- |
| Бічіклі 21' Дзальйо 55' Ліндског 63' (пен.) 73' Корсо 70', 76' Фірмані 79' Анджелілло 90' |     | Гайзер 49' Фішер 61' |

| Сан-Сіро, Мілан Глядачів: 17 000 Арбітр: Артур Едвард Елліс |

| 11 вересня 1960 |

| Лейпциг XI                                              | 5–2 | Белград XI                   |
| ------------------------------------------------------- | --- | ---------------------------- |
| Гейденрайх 29', 38' Френцель 34' Краузе 76' Тролітч 87' |     | Ковачевич 33' Михайлович 73' |

| Бруно-Плахе-Штадіон, Лейпциг Глядачів: 35 000 Арбітр: Карл Келлер |

| 19 жовтня 1960 |

| «КБ»                                                                         | 8–1 | Базель XI |
| ---------------------------------------------------------------------------- | --- | --------- |
| Петерсен 18', 44', 60' Клаусен 62' Й. Серенсен 72', 76', 86' О. Серенсен 80' |     | Гугі 34'  |

| Фредріксберг, Копенгаген Глядачів: 2 600 Арбітр: Герхард Шуленбург |

| 16 жовтня 1960 |

| «Бірмінгем Сіті»           | 3–2 | «Уйпешт Дожа»  |
| -------------------------- | --- | -------------- |
| Гордон 29', 83' Есталл 62' |     | Гереч 15', 49' |

| Сент-Ендрюс, Бірмінгем Глядачів: 23 381 Арбітр: Артюр Блав'є |

| 12 жовтня 1960 |

| Загреб XI        | 1–1 | «Барселона»    |
| ---------------- | --- | -------------- |
| Женсана 61' (аг) |     | Вільяверде 25' |

| Максимир, Загреб Глядачів: 40 000 Арбітр: Джино Рігато |

| 12 жовтня 1960 |

| «Ліон»         | 1–3 | Кельн XI                      |
| -------------- | --- | ----------------------------- |
| Рубо 4' (пен.) |     | Мюллер 55' Рюль 70' Шваєр 76' |

| Жерлан, Ліон Глядачів: 1 100 Арбітр: Джон Келлі |

| 4 жовтня 1960 |

| «Юніон Сент-Жилуаз» | 0–0 | «Рома» |
| ------------------- | --- | ------ |
|                     |     |        |

| Жозеф Марієн, Брюссель Глядачів: 6 000 Арбітр: Вернер Трайхель |

### Другий матч
| 5 жовтня 1960 |

| Ганновер 96 | 1–6 | «Інтернаціонале»                                                                |
| ----------- | --- | ------------------------------------------------------------------------------- |
| Гейзер 4'   |     | Анджелілло 25' Корсо 40' Ліндског 55' Бікчерай 75' Вєчорек 77' (аг) Фірмані 85' |

| Нідерзаксенштадіон, Ганновер Глядачів: 18 000 Арбітр: Жерар Версейп |

«Інтернаціонале» переміг із загальним рахунком 14–3
| 9 листопада 1960 |

| Белград XI                                           | 4–1 | Лейпциг XI  |
| ---------------------------------------------------- | --- | ----------- |
| Тасич 12' Михайлович 60', 90' Прліньчевич 73' (пен.) |     | Штіллер 24' |

| Омладински стадіон, Белград Глядачів: 16 000 Арбітр: Маріан Кочнер |

Нічия 6–6. Призначено додатковий матч
| 26 жовтня 1960 |

| Базель XI                        | 3–3 | «КБ»                          |
| -------------------------------- | --- | ----------------------------- |
| Гугі 11' Зідль 28' Кірхгофер 49' |     | Равн 44', 79' О. Серенсен 45' |

| Санкт-Якоб, Базель Глядачів: 4 000 Арбітр: П'єр Швент |

«КБ» переміг із загальним рахунком 11–4
| 26 жовтня 1960 |

| «Уйпешт Дожа» | 1–2 | «Бірмінгем Сіті»    |
| ------------- | --- | ------------------- |
| Суса 63'      |     | Рудд 87' Зінгер 90' |

| Медьери-ут, Будапешт Глядачів: 25 000 Арбітр: Гельмут Келер |

«Бірмінгем Сіті» переміг із загальним рахунком 5–3
| 9 листопада 1960 |

| «Барселона»                                              | 4–3 | Загреб XI                       |
| -------------------------------------------------------- | --- | ------------------------------- |
| Луїс Суарес 29' Мартінес 53' Энрик Женсана 65' Цибор 72' |     | Ламза 18' Маркович 27' Конц 84' |

| Камп Ноу, Барселона Глядачів: 50 000 Арбітр: Мішель Девієр |

«Барселона» перемогла із загальним рахунком 5–4
| 19 жовтня 1960 |

| Кельн XI  | 1–2 | «Ліон»                     |
| --------- | --- | -------------------------- |
| Штурм 20' |     | Л. Гардон 67' Н'Жо Леа 80' |

| Мюнгерсдорф, Кельн Глядачів: 8 900 Арбітр: Фреде Гансен |

Кельн XI переміг із загальним рахунком 4–3
| 1 листопада 1960 |

| «Рома»                                               | 4–1 | «Юніон Сент-Жилуаз» |
| ---------------------------------------------------- | --- | ------------------- |
| Джуліано 6' Менікеллі 21' Манфредіні 39' Лояконо 76' |     | Дірікс 81' (пен.)   |

| Стадіо Олімпіко, Рим Глядачів: 35 000 Арбітр: Даніель Мелле |

«Рома» перемогла із загальним рахунком 4–1

### Плей-оф
| 9 листопада 1960 |

| Белград XI             | 2–0 | Лейпциг XI |
| ---------------------- | --- | ---------- |
| Скоблар 10' Костич 49' |     |            |

| Медьери-ут, Будапешт Глядачів: 3 500 Арбітр: Фердінанд Маршалл |

Белград XI виграв плей-оф з рахунком 2–0

## Чвертьфінали
| Команда 1        | Заг. | Команда 2        | 1-й матч | 2-й матч |
| ---------------- | ---- | ---------------- | -------- | -------- |
| «Інтернаціонале» | 5–1  | Белград XI       | 5–0      | 0–1      |
| «КБ»             | 4–9  | «Бірмінгем Сіті» | 4–4      | 0–5      |
| «Барселона»      | 6–7  | «Гіберніан»      | 4–4      | 2–3      |
| Кельн XI         | 2–2  | «Рома»           | 0–2      | 2–0      |

### Перший матч
| 1 березня 1961 |

| «Інтернаціонале»                              | 5–0 | Белград XI |
| --------------------------------------------- | --- | ---------- |
| Морбельо 8' Бічіклі 51', 80' Фірмані 74', 87' |     |            |

| Сан-Сіро, Мілан Глядачів: 21 000 Арбітр: Хосе Марія Ортіс де Мендібіль |

| 23 листопада 1960 |

| «КБ»                                     | 4–4 | «Бірмінгем Сіті»                |
| ---------------------------------------- | --- | ------------------------------- |
| Равн 34' Клаусен 65', 79' Торстенсен 84' |     | Гордон 36', 57' Зінгер 49', 61' |

| Идретспаркен, Копенгаген Глядачів: 2 200 Арбітр: Раймон Леспіньо |

| 27 грудня 1960 |

| «Барселона»                      | 4–4 | «Гіберніан»                            |
| -------------------------------- | --- | -------------------------------------- |
| Кочиш 36', 53', 83' Еварісто 89' |     | Бейкер 7', 74' Маклеод 18' Престон 72' |

| Камп Ноу, Барселона Глядачів: 32 000 Арбітр: Чезаре Іонні |

| 18 січня 1961 |

| Кельн XI | 0–2 | «Рома»                              |
| -------- | --- | ----------------------------------- |
|          |     | Манфредіні 51' Штолленверк 70' (аг) |

| Мюнгерсдорф, Кельн Глядачів: 13 000 Арбітр: Джордж Маккебі |

### Другий матч
| 8 березня 1961 |

| Белград XI  | 1–0 | «Інтернаціонале» |
| ----------- | --- | ---------------- |
| Скоблар 54' |     |                  |

| Стадіон ЮНА, Белград Глядачів: 30 000 Арбітр: Готфрід Дінст |

«Інтернаціонале» переміг із загальним рахунком 5–1
| 7 грудня 1960 |

| «Бірмінгем Сіті»                                     | 5–0 | «КБ» |
| ---------------------------------------------------- | --- | ---- |
| Стаббс 4', 67' Гарріс 48' Геллавелл 50' Блумфілд 53' |     |      |

| Сент-Ендрюс, Бірмінгем Глядачів: 22 486 Арбітр: Френк Кросслі |

«Бірмінгем Сіті» виграв 9–4 за сумою двох матчів.
| 22 лютого 1961 |

| «Гіберніан»                              | 3–2 | «Барселона»            |
| ---------------------------------------- | --- | ---------------------- |
| Бейкер 10' Престон 74' Кінлох 85' (пен.) |     | Мартінес 29' Кочиш 44' |

| Істер Роуд, Единбург Глядачів: 65 000 Арбітр: Йоганнес Малька |

«Гіберніан» переміг із загальним рахунком 7–6
| 8 лютого 1961 |

| «Рома» | 0–2 | Кельн XI                  |
| ------ | --- | ------------------------- |
|        |     | Кремер 58' Шнеллінгер 82' |

| Стадіо Олімпіко, Рим Глядачів: 9 000 Арбітр: Траян Івановськи |

Нічия 2–2. Призначено додатковий матч

### Плей-оф
| 1 березня 1961 |

| «Рома»                                      | 4–1 | Кельн XI   |
| ------------------------------------------- | --- | ---------- |
| Манфредіні 42', 70' Лояконо 60' Пестрин 71' |     | Мюллер 84' |

| Стадіо Олімпіко, Рим Глядачів: 20 000 Арбітр: Віктор Вернер Шіккер |

У плей-оф «Рома» перемогла з рахунком 4-1

## Півфінали
| Команда 1        | Заг. | Команда 2        | 1-й матч | 2-й матч |
| ---------------- | ---- | ---------------- | -------- | -------- |
| «Інтернаціонале» | 2–4  | «Бірмінгем Сіті» | 1–2      | 1–2      |
| «Гіберніан»      | 5–5  | «Рома»           | 2–2      | 3–3      |

### Перший матч
| 19 квітня 1961 |

| «Інтернаціонале» | 1–2 | «Бірмінгем Сіті»            |
| ---------------- | --- | --------------------------- |
| Фірмані 67'      |     | Гарріс 12' Баллері 41' (аг) |

| Сан-Сіро, Мілан Глядачів: 20 000 Арбітр: Карл Фредерік Йоргенсен |

| 19 квітня 1961 |

| «Гіберніан»            | 2–2 | «Рома»           |
| ---------------------- | --- | ---------------- |
| Бейкер 47' Маклеод 82' |     | Лояконо 14', 63' |

| Істер Роуд, Единбург Глядачів: 40 000 Арбітр: Даніель Мелле |

### Другий матч
| 3 травня 1961 |

| «Бірмінгем Сіті» | 2–1 | «Інтернаціонале» |
| ---------------- | --- | ---------------- |
| Гарріс 4', 62'   |     | Мазієро 66'      |

| Сент-Ендрюс, Бірмінгем Глядачів: 29 530 Арбітр: Раймон Леспіньо |

«Бірмінгем Сіті» виграв 4–2 за сумою двох матчів
| 26 квітня 1961 |

| «Рома»                          | 3–3 | «Гіберніан»                |
| ------------------------------- | --- | -------------------------- |
| Манфредіні 23', 67' Лояконо 72' |     | Кінлох 31' Бейкер 60', 63' |

| Стадіо Олімпіко, Рим Глядачів: 22 000 Арбітр: Марсель Лекен |

Нічия 5–5. Призначено додатковий матч

### Плей-оф
| 27 травня 1961 |

| «Рома»                                                   | 6–0 | «Гіберніан» |
| -------------------------------------------------------- | --- | ----------- |
| Манфредіні 1', 9', 35', 57' Менікеллі 69' Сельмоссон 72' |     |             |

| Стадіо Олімпіко, Рим Глядачів: 50 000 Арбітр: Дітмар Губер |

У плей-оф «Рома» перемогла з рахунком 6-0

## Фінал

### Перший матч
| 27 вересня 1961 19:00 |

| «Бірмінгем Сіті»        | 2–2 | «Рома»             |
| ----------------------- | --- | ------------------ |
| Геллавел 78' Оррітт 85' |     | Манфредіні 30' 56' |

| Сент-Ендрюс, Бірмінгем Глядачів: 21 055 Арбітр: Боббі Девідсон |

### Другий матч
| 11 жовтня 1961 15:30 |

| «Рома»                      | 2–0 | «Бірмінгем Сіті» |
| --------------------------- | --- | ---------------- |
| Фармер 56' (аг) Пестрін 90' |     |                  |

| Стадіо Олімпіко, Рим Глядачів: 60 000 Арбітр: П'єр Швент |

«Рома» виграла 4–2 за сумою двох матчів